# A. Husson
A. Husson (ur. w XIX wieku, zm. w XX wieku) – francuski strzelec, wielokrotny medalista mistrzostw świata.
Związany z miejscowością Saint-Quentin. Husson w swojej karierze zdobył osiem medali mistrzostw świata (sześć srebrnych i dwa brązowe). Siedem wywalczył w konkurencjach drużynowych, a tylko raz zdobył medal w indywidualnej konkurencji.

## Medale na mistrzostwach świata
| Mistrzostwa             | Konkurencja                                     | Wynik                    | Miejsce |
| ----------------------- | ----------------------------------------------- | ------------------------ | ------- |
| Mediolan 1906           | Karabin dowolny, trzy pozycje, 300 m, drużynowo | 4694 punkty (drużynowo)  | 2       |
| Zurych 1907             | Karabin dowolny, trzy pozycje, 300 m, drużynowo | 4651 punktów (drużynowo) | 3       |
| Hamburg 1909            | Karabin dowolny, trzy pozycje, 300 m, drużynowo | 4838 punktów (drużynowo) | 2       |
| Loosduinen 1910         | Karabin dowolny, trzy pozycje, 300 m, drużynowo | 4844 punkty (drużynowo)  | 2       |
| Rzym 1911               | Karabin dowolny, trzy pozycje, 300 m, drużynowo | 4705 punktów (drużynowo) | 2       |
| Bajonna i Biarritz 1912 | Karabin dowolny leżąc, 300 m                    | 357 punktów              | 3       |
| Bajonna i Biarritz 1912 | Karabin dowolny, trzy pozycje, 300 m, drużynowo | 5027 punktów (drużynowo) | 2       |
| Viborg 1914             | Karabin dowolny, trzy pozycje, 300 m, drużynowo | 4902 punkty (drużynowo)  | 2       |